# Guillaume Dupuytren
Guillaume Dupuytren (5. listopada 1777. – 8. veljače 1835.) francuski kirurg. Profesor i šef bolince Hôtel-Dieu u Parizu.
Rođen je u Pierre-Buffière, Limousin. Studirao je medicinu u novo osnovanom École de Médecine. Njegovo rano školovanje je uglavnom bilo okrenuto prema anatomskoj patologiji. 1803. imenovan je za asistenta kirurga u Hôtel-Dieu, 1811. postaje profesor operativne kirurgije. 1816. imenovan je za šefa kirurgije u Hôtel-Dieu, tu funkciju je obnašao do smrti.
Prvi je izveo resekciju donje čeljusti. Njegovim imenom je nazvan prijelom maleola (Dupuytrenova fraktura), fiksacijski zavoj (Dupuytrenov zavoj) za liječenje tog prijeloma i poseban oblik upalnog skvrčavanja šake (Dupuytrenova kontraktura).
Umire 8. veljače 1835. u pedeset sedmoj godini života u Parizu. U Parizu je iste godine uz pomoć njegove ostavštine osnovan Musée Dupuytren, muzej anatomije.